# Lancelot Lawrence Thwaytes
Lancelot Lawrence Thwaytes, britanski general, * 1895, † 1984.